# Herb gminy Dolice
Herb gminy Dolice – jeden z symboli gminy Dolice, autorstwa Janusza Gajowniczka, ustanowiony 25 kwietnia 1997.

## Wygląd i symbolika
Herb przedstawia na tarczy dzielonej w literę „T” w polu górnym srebrnym czerwonego gryfa, symbolizującego Pomorze Zachodnie, trzymającego złoty kłos zboża (nawiązującego do rolniczego charakteru gminy), na tle błękitnej linii falistej z lewą w skos (Mała Ina), w polu lewym dolnym złote koło młyńskie, nawiązujące do tradycji rzemieślniczych, na zielonym tle (mówiącym o tradycjach ruchu ludowego na terenach gminy), natomiast w polu prawym dolnym błękitnym połowa godła herbowego zakonu cystersów.